# Икково
И́кково (чув. Иккасси) — село в Чебоксарском районе Чувашской Республики России. Входит в состав Сирмапосинского сельского поселения.

## Название
Происходит с чувашского языка Иккасси что в переводе означает "две улицы". Ранее имелись две главные параллельные улицы (касси - отрезки) от него и название. Она начала свою историю с селений у родников Шубос (чув. Шывпуç) с чувашского "голова воды" (т.е. исток) так до сих пор и называется одна из главных улиц Шубоссинни по аналогии чувашского названия Шупашкар - Чебоксары (Шу пуç кар - Город на воде).

## География
Село находится в северной части Чувашии, в пределах Чувашского плато, в зоне хвойно-широколиственных лесов, к западу от автодороги М7, на расстоянии примерно 5 километров (по прямой) к юго-юго-западу от посёлка городского типа Кугеси, административного центра района. Абсолютная высота — 154 метра над уровнем моря.

### Климат
Климат характеризуется как умеренно континентальный, с умеренно морозной зимой и тёплым летом. Среднегодовая температура воздуха — 2,9 °С. Средняя температура воздуха самого тёплого месяца (июля) — 16,5 — 19,5 °C (абсолютный максимум — 37 °C); самого холодного (января) — −13 °C (абсолютный минимум — −44 °C). Среднегодовое количество осадков составляет около 513 мм, из которых 70 % выпадает в тёплый период.

### Часовой пояс
Село Икково, как и вся Чувашия, находится в часовой зоне МСК (московское время). Смещение применяемого времени относительно UTC составляет +3:00.

## Население
| 2010 | 2012 |
| ---- | ---- |
| 516  | ↗535 |

### Половой состав
По данным Всероссийской переписи населения 2010 года в гендерной структуре населения мужчины составляли 48,3 %, женщины — соответственно 51,7 %.

### Национальный состав
Согласно результатам переписи 2002 года, в национальной структуре населения чуваши составляли 98 % из 514 чел.